# Bob Gansler
Robert Gansler, plus connu sous le nom de Bob Gansler, né le 1er juillet 1941 à Mucsi en Hongrie, est un joueur de soccer international américain qui évoluait au poste de défenseur, avant de devenir ensuite entraîneur.

## Biographie

### Carrière de joueur

#### Carrière en club
Lors de la saison 1968, il dispute 32 matchs en NASL avec le club des Mustangs de Chicago.

#### Carrière en sélection
Robert Gansler reçoit six sélections en équipe des États-Unis lors de l'année 1968.

### Carrière d'entraîneur
Avec avoir dirigé les sélections américaines des moins de 19 ans et des moins de 20 ans, il est promu sélectionneur de l'équipe A en 1989.
Il dirige à cet effet l'équipe des États-Unis lors du Mondial 1990 en Italie. Son bilan dans cette compétition est catastrophique avec trois défaites en autant de rencontres.
Il entraîne ensuite pendant sept saisons le club des Wizards de Kansas City, équipe évoluant en MLS.

## Palmarès d'entraîneur
- Vainqueur de la Coupe de la Major League Soccer en 2000 avec les Wizards de Kansas City
- Vainqueur du MLS Supporters' Shield en 2000 avec les Kansas City Wizards
- Vainqueur de la Coupe des États-Unis en 2004 avec les Wizards de Kansas City